# بمب ساعتی (نرم‌افزار)
بمب ساعتی (به انگلیسی: Time Bomb) در نرم‌افزارهای رایانه‌ای، بمب ساعتی بخشی از یک برنامه رایانه‌ای است که به گونه‌ای نوشته شده تا پس از رسیدن به تاریخ یا زمان از پیش تعیین شده شروع به کار کند یا متوقف شود. اصطلاح "بمب ساعتی" به برنامه‌ای اطلاق نمی‌شود که چند روز بعد از نصب آن کار را متوقف می کند. در عوض، اصطلاح "آزمایش افزار" اعمال می شود. بمب های ساعتی معمولاً در نرم‌افزارهای بتا (پیش انتشار) زمانی استفاده می‌شوند که سازنده نرم‌افزار نمی‌خواهد نسخه بتا پس از تاریخ انتشار نهایی استفاده شود. یکی از نمونه‌های نرم‌افزار بمب ساعتی ویندوز ویستا بتا 2 مایکروسافت است که برنامه‌ریزی شده بود تا در ۳۱ می ۲۰۰۷ منقضی شود. محدودیت‌های زمانی نرم‌افزار بمب ساعتی معمولاً به اندازه نرم‌افزار آزمایشی به‌شدت اعمال نمی‌شود، زیرا نرم‌افزار بمب ساعتی معمولاً عملکردهای ساعت ایمن را پیاده‌سازی نمی‌کند.

## جستار وابسته
- بمب‌های منطقی
- فورک بمب‌ها